# Siegfried & Roy
Siegfried & Roy (Rosenheim, Njemačka, 13. lipnja, 1939. – Las Vegas, Nevada, 13. siječnja 2021. / Nordenham, Njemačka, 3. listopada, 1944. – Las Vegas, Nevada, 8. svibnja 2020.) bili su dvojac njemačko-američkih mađioničara i zabavljača, najpoznatijih po svojim nastupima s bijelim lavovima i bijelim tigrovima.

## Vanjske poveznice
- Siegfried Fischbacher u internetskoj bazi filmova IMDb-u (engl.)
- Roy Horn u internetskoj bazi filmova IMDb-u (engl.)